# Castillo de San Felipe (Menorca)

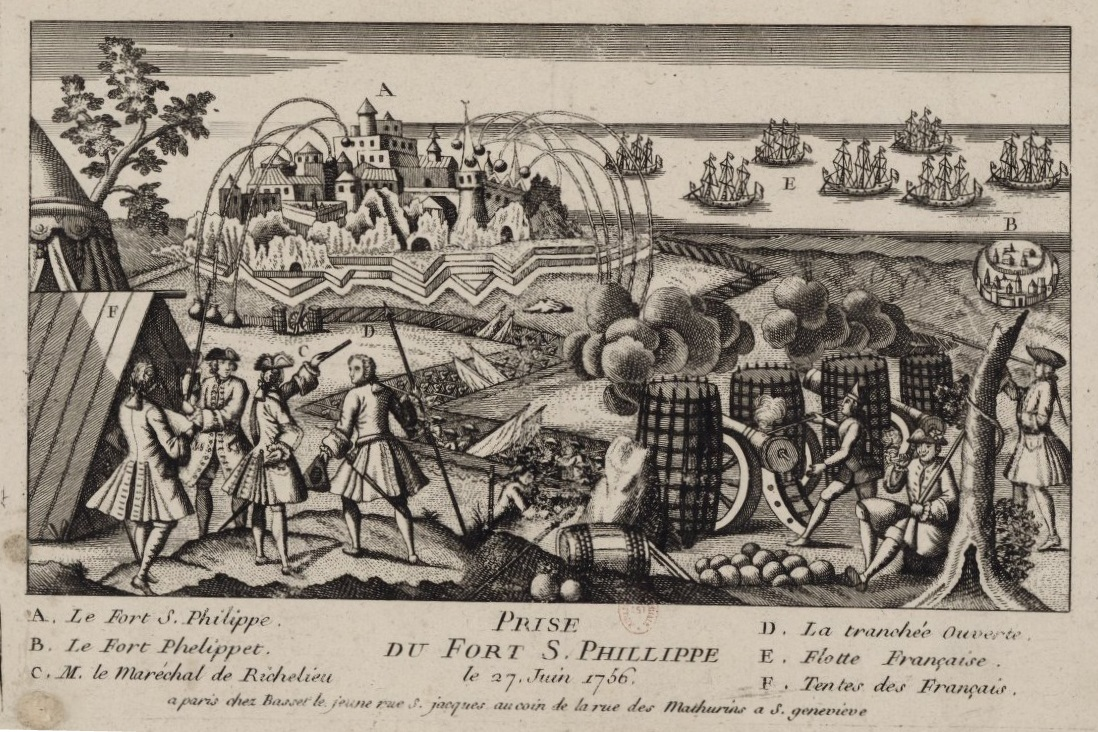
Grabado francés de 1756 de la toma del castillo ese año.

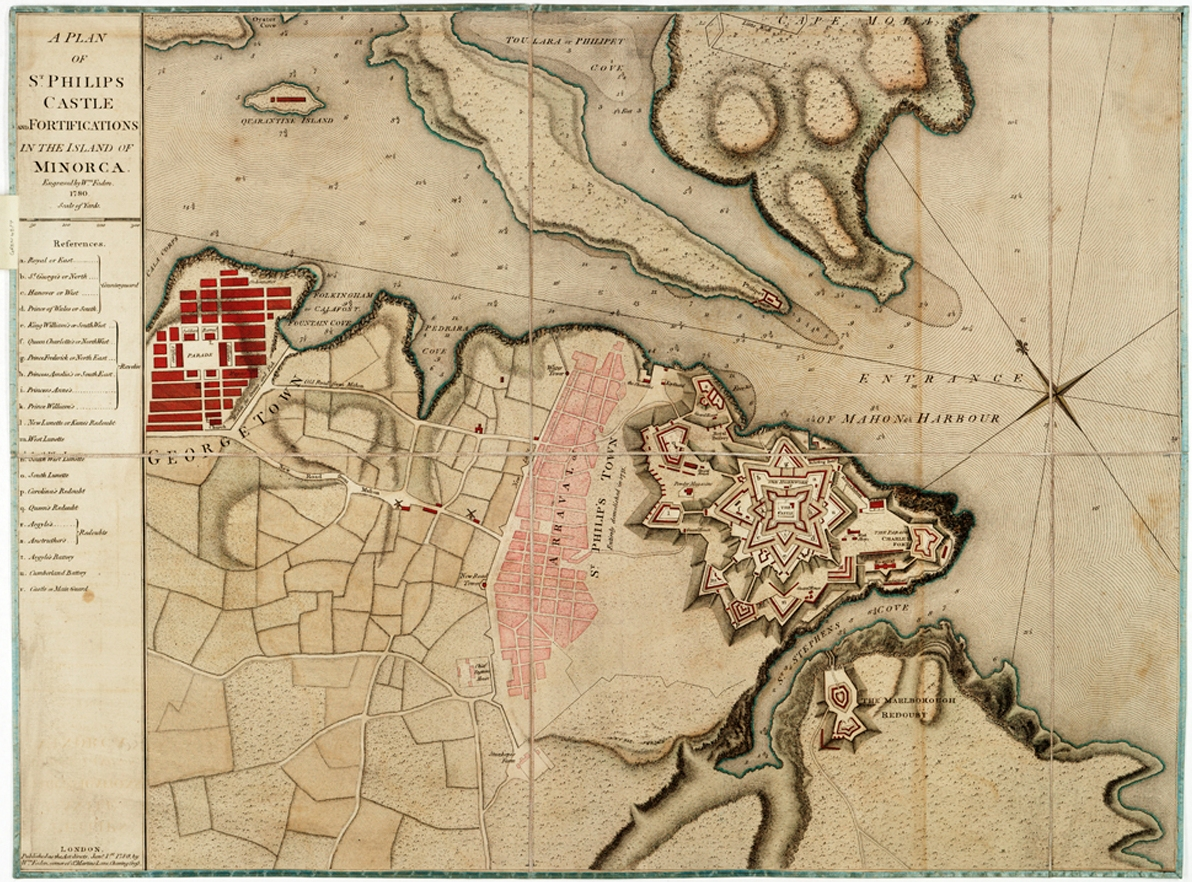
Plano del castillo y sus fortificaciones en 1780.

El castillo de San Felipe de Menorca es una antigua fortificación española del siglo XVI situada en la orilla meridional de la boca del puerto de Mahón, en el municipio de Villacarlos. Es una de las primeras fortificaciones de estilo abaluartado construidas en España. 

## Historia
En marzo de 1551 se decidió fortificar las defensas de Menorca consideradas insuficientess. Para esto, se encargó al ingeniero italiano conde Hugo de Cessane que diseñara un castillo para defender la villa y el puerto de Mahón. En 1552 se inició la construcción del castillo pero, tras el fallecimiento de Cessane en 1553, se perdieron las trazas de la fortificación. En 1554 se designó como nuevo ingeniero a Juan Bautista Calvi, que realizó una nueva traza y cambió el emplazamiento al actual. En 1556 se mandó poner la Bandera como signo de que ya se consideraba un puesto militar en condiciones de defensa. 
Los ingleses lograron conquistar la isla en 1708, pero no fue hasta 1714 que estuvo bajo su soberanía. Reforzaron el castillo de San Felipe, basándose siempre en la superioridad naval de la escuadra. Por eso, cuando faltó la defensa naval, Menorca no pudo resistir el ataque, ya que la guarnición de la isla requería de 6000 a 10 000 hombres, y la guarnición inglesa sólo contaba con 2000 a 3000. Tras ganar la batalla naval de Menorca en mayo de 1756, a finales de junio los franceses, bajo el mando del mariscal duque de Richelieu, asaltaron el castillo, y Menorca fue conquistada por Francia. 
En 1763 se firmó el Tratado de París, que daba fin a la guerra de los Siete Años entre Francia e Inglaterra, y así Menorca fue devuelta a los británicos. En 1779, estalló la guerra entre Inglaterra y España. Los españoles atacaron Menorca y el castillo, y al conquistarla, lo demolieron dejando sólo las torres y baterías precisas para responder a posibles ataques. En 1798 Menorca fue conquistada nuevamente por los ingleses, que reconstruyeron el castillo de San Felipe, pero en 1802 Menorca retornó definitivamente a España, después de haberse firmado la paz de Amiens, y los ingleses abandonaron la isla dejando el castillo a medio reconstruir, el cual se volvió a demoler por orden de Carlos IV en 1805, dejando únicamente las baterías necesarias para la defensa del puerto.

## Funcionalidad
El castillo fue erigido para oponerse a los periódicos ataques de la escuadra turca en el Mediterráneo Occidental, que atacó Menorca dos veces en poco más de veinte años. La posición del castillo facilitó las comunicaciones españolas con Italia durante los siglos XVI y XVII y más tarde, durante la ocupación británica de Menorca, sirvió como arsenal naval de apoyo a la otra colonia británica en territorio español: Gibraltar.

## Actualmente
Desde 1998, las ruinas del castillo de San Felipe son gestionadas, junto al resto de fortificaciones del puerto de Mahón (el fuerte de San Felipet, la fortaleza de Isabel II en La Mola, el cuartel de Cala-Corp y la Torre d'en penjat), por el Consorcio del Museo Militar de Menorca y el Patrimonio Histórico-Militar del puerto de Mahón y Cala San Esteban. La firma de este convenio ha permitido la recuperación parcial de las galerías subterráneas con que cuenta el castillo, además de comenzar su musealización. Recientemente se han abierto al público parte de estas instalaciones.